# Sarcophyton trocheliophorum
Sarcophyton trochliophorum is een koraalsoort van de familie Alcyoniidae van de zachte koralen (Alcyonacea). Deze soort komt voor op koraalriffen van de Stille Oceaan en Indische Oceaan.

## Uiterlijk
Zij vormen struikvormige grijskleurige kolonies, met fraaie gegolfde bladen, die soms wel een meter groot worden. Als de poliepen zijn ingetrokken, ziet het oppervlak er glad uit. De poliepen zijn meestal overdag geopend.

## Referentie
- UNESCO-IOC Register of Marine Organisms: Sarcophyton trocheliophorum